# Château de la Tour de Romanèche
Le château de la Tour de Romanèche est situé sur la commune de Romanèche-Thorins en Saône-et-Loire.

## Description
Entouré sur trois côtés de fossés d'eau vive, restes d'une enceinte que précédait une basse cour, le château se compose d'un corps principal et de deux ailes en retour d'équerre. Les deux angles extérieurs sont flanqués de deux tours rondes. Le tout est couvert de toitures basses en tuiles creuses.
Le château, propriété privée, ne se visite pas.

## Historique
Le château a été construit vers 1450 et à la fin du XVIe siècle cette possession de la famille de Chabeu, est vendue par Étienne de Rébé, mari de Françoise de Chabeu, à Claude de Noblet; elle passe ensuite, par mariage, aux Thibaut, qui relèvent le nom de Noblet.
En 1717, la propriété est vendue à Abel-Michel Chesnard et ses descendants fondent une chapelle en 1751. Le bien est vendu à un jeune suisse, Jean-Frédéric Schalleimer en 1791 puis acquis par Clément Carra vers 1840. En 1928, il appartient à  Barmont et depuis les années 1950 à la famille Veille.
La propriété a été vendue à la famille Morel et est en cours de rénovation.

## Annexe